# Utricularia tricolor
Utricularia tricolor este o specie de plante carnivore din genul Utricularia, familia Lentibulariaceae, ordinul Lamiales, descrisă de A. St. Hil.. Conform Catalogue of Life specia Utricularia tricolor nu are subspecii cunoscute.